# 北京市疾病预防控制中心

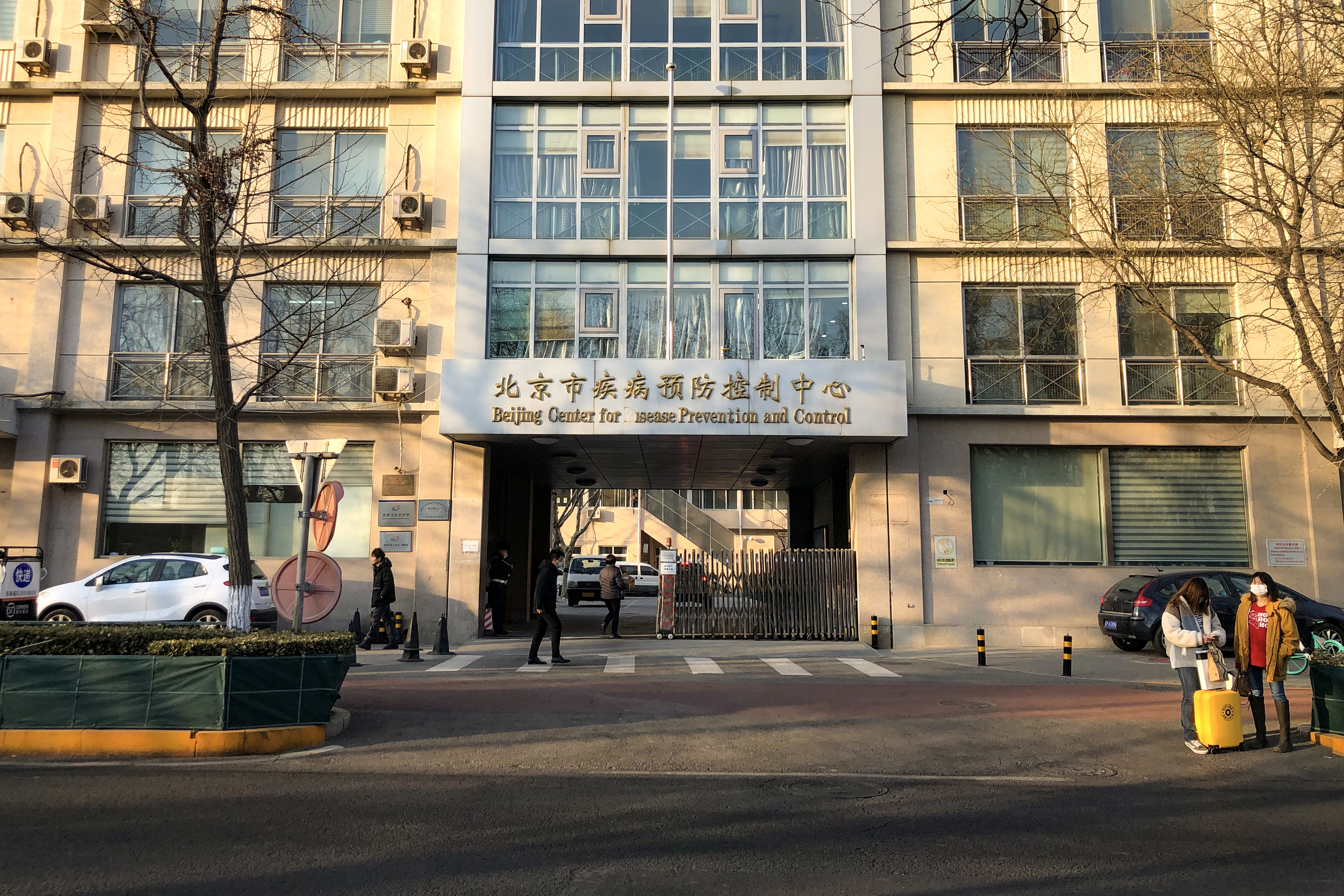
位于和平里中街的北京市疾控中心（2021年2月）

北京市疾病预防控制中心（简称北京CDC）、北京市预防医学研究中心是中国北京市的一家市级卫生事业单位，成立于2000年。北京CDC现址位于东城区和平里中街16号，将整体搬迁至通州区徐辛庄组团南侧，已经腾退的双埠头村模板厂地块。

## 简介
北京市疾病预防控制中心、北京市预防医学研究中心、北京市卫生监督所是根据中华人民共和国国务院关于卫生监督、卫生防病体制改革的总体要求，在北京市卫生防疫站、北京市劳动卫生职业病防治研究所、北京市性病防治所、北京市健康教育所的基础上，于2000年6月30日正式组建。北京市疾病预防控制中心、北京市预防医学研究中心是北京市级卫生事业单位。
作为该中心前身的四个单位情况如下：
- 北京市卫生防疫站：1953年成立[4]。
- 北京市劳动卫生职业病防治研究所：1974年成立，设在北京朝阳医院。初名“北京工业卫生职业病研究所”。隶属于北京市卫生局。负责全北京市有关工业卫生及职业病预防、诊断、治疗科研技术的指导工作。截至1995年，有184名卫生技术人员[5]。
- 北京市健康教育所
- 北京市性病防治所：1987年2月11日成立，初名“北京市皮肤病防治研究中心”，是当时中国16个性病监测点之一。在北京市卫生局的领导下，该所负责全北京市性病防治的具体业务工作。1988年3月，开设北京市第一家性病专科门诊。1989年6月，北京市卫生局决定将北京市皮肤病防治研究中心挂靠到北京市卫生防疫站，更名为“北京市性病防治所”。1990年12月30日，北京市卫生局决定将北京市性病防治所挂靠到北京佑安医院，北京佑安医院院长兼任北京市性病防治所所长，北京市性病防治所的党政管理以及财务均纳入北京佑安医院，对外则为独立业务单位[6]。

该中心“承担全市传染病、地方病、慢性非传染性疾病、学生常见病、公共卫生突发事件应急处理、消毒及病媒生物防治、食品、化妆品、涉水产品、一次性卫生用品等与健康相关产品的卫生学检测评价及卫生毒理学测试，全市健康教育与健康促进、学校卫生、职业卫生和职业病防治、放射卫生防护、从业人员健康体检、建设项目预防性卫生学评价等预防医学领域各项工作以及国内外重大活动的公共卫生保障工作。” 
该中心下设18个业务科所和14个职能科室。